# 프로테오글리칸
프로테오글리칸(영어: proteoglycan)은 단백질로 매우 많이 당화 된 물질이다. 프로테오글리칸은 기본적으로 핵심단백질로 구성이 되어있고 핵심단백질에 공유결합으로 하나 혹은 그 이상으로 글리코사미노글리칸(GAG)사슬이 붙어 있다. 부착지점에는 세린 잔기가 글리코사미노글리칸에 4당류 다리를 통해 붙어 있다. 예를 들어 콘드로이틴황산염-GlcA-Gal-Gal-Xyl-단백질. 세린 잔기의 일반적인 서열은 -Ser-Gly-X-Gly- (X는 아무 아미노산이다)이다. 그러나 모든 단백질이 이러한 서열오 글리코사미노글리칸을 단백질에 붙이는 것은 아니다. 사슬은 길며, 선형의 탄화수소 복합체로 생리적으로 음전하를 띠고 있다. 그 이유는 황산과 우론산 그룹 때문이다. 프로테오글리칸은 결합조직에서 발견된다.